# Diwan (càrrec)
El dewan, diwan o divan, és un mot persa que, al llarg de la història islàmica, ha tingut diversos significats i funcions, diferents però alhora similars. La paraula és d'origen indi/persa i va ser adoptada per l'àrab: ديوان, dīwān. El significat original era ‘paquet (de fulls escrits)’, d'on derivaria el significat de ‘llibre’, especialment ‘llibre de comptes', i, d'aquest, ‘oficina de comptes', ‘casa de duanes', ‘sala del consell’. El significat de divan (seient llarg encoixinat) és degut als seients que hi havia al llarg de les parets de les cambres de consell a l'Orient Mitjà. La paraula apareix per primer cop durant el califat d'Úmar ibn al-Khattab (634-644 dC). Quan el califat es va convertir en un estat més complex, el terme es va estendre a totes les oficines del govern.

## Consell
El Dewan de la Sublim Porta era el consell o gabinet de l'estat. A l'Imperi Otomà, consistia en un consell generalment (excepte en presència del sultà) presidit pel gran visir i altres visirs, en el que ocasionalment comptava amb la presència dels geníssers Ağa.
En javanès i altres llengües relacionades, el cognat dewan és la paraula emprada per designar un consell, com és del cas del Dewan Perwakilan Rakyat (Consell de Representants del Poble).

## Títol
Durant el govern efectiu de l'imperi mogol, el dewan era el funcionari recaptador d'impostos en cap d'una província.
Posteriorment, quan la majoria d'estats vassalls van obtenir certs graus d'autodeterminació, el ministre de Finances i/o primer ministre i líder de molts principats (especialment els d'origen musulmà, però també els hindús com Baroda, Hyderabad, Mysore, Kochi o Travancore — conegut com a Dalawa fins al 1811), eren coneguts com a Dewan.
Llocs on, excepcionalment, el governant era el mateix títol dewan: 
- a Jaso (Jassu) i Bandhora (separats prop de l'any 1750)
- a Khilchipur fins al 1873, des d'aleshores Rao Bahadur
- a Palanpur, on Malik Ghazni Khan II, havent-se casat amb la germana adoptiva de l'emperador Akbar i haver rebut Palanpur, Deessa i Dantiwada com a dot, se li va concedir el títol hereditari de Diwan el 1551 pels seus serveis al comandament de la força que va prendre Attock dels afganesos, fins que la dinastia va ser promoguda al rang de Nabab el 1910.
- a Junagadh, on Shah Nawaz Bhutto era el primer ministre de l'antic principat.

Avui en dia, el títol es fa servir entre algunes famílies de classe mitjana/alta del sud d'Àsia. Alguns terratinents de pobles i províncies de tot el subcontinent tenen noms prefixats amb aquest títol. El títol en la seva variant de dewan, és especialment comú entre els musulmans propietaris de terres de Bengala i el Panjab.

## Índia
Diwan Deo era el títol hereditari que tenia el primer ministre de Cooch, en poder d'una branca menor de la dinastia Naraya governant.
Com a títol utilitzat en diversos regnes de l'Índia, diwan denota els més alts funcionaris de la cort després del rei; a l'Índia, el sufix -ji s'afegeix com un indicatiu de respecte. Possiblement, els primers ministres més famosos van ser els del regne de Travancore, al sud de l'Índia.
El terme Diwani s'utilitza de vegades per referir-se a la sobirania britànica sobre l'Índia, ja sigui just abans o durant el Raj Britànic.
A l'Índia Francesa, una de les seves colònies, Yanam, tenia Zamindar i Diwan. Eren actius en la seva administració local i municipal sota el govern francès. El Zamindar de Yanam rebia quatre salves dels seus homòlegs francesos.
- Zamindar — Manion Canacaya
- Diwan — Bouloussou Soubramaniam Sastroulou
- Sobirania — imperi colonial francès